# Aleja Stanów Zjednoczonych w Warszawie
 Aleja Stanów Zjednoczonych – ulica w dzielnicy Praga-Południe w Warszawie, biegnąca od mostu Łazienkowskiego do ronda Wiatraczna.

## Opis
Nazwa ulicy została nadana uchwałą Rady Miejskiej Warszawy z dnia 27 września 1926. Ulica została wytyczona pod koniec lat 20. XX wieku do ul. Saskiej. W 1974 została przedłużona do ronda Wiatraczna z równoczesnym poprowadzeniem odcinka od ul. Saskiej do mostu Łazienkowskiego na estakadzie.
W całości stanowi odcinek Trasy Łazienkowskiej. Jest dwujezdniowa, rozdzielona pasem zieleni, z trzema pasami ruchu w każdym kierunku. 
Od lat 70. do reformy sieci drogowej w 1985 roku na odcinku od mostu Łazienkowskiego do węzła z ulicą Ostrobramską była częścią drogi międzynarodowej E8, następnie do końca 2013 roku stanowiła fragment miejskiego odcinka drogi krajowej nr 2 i trasy europejskiej E30.
Na całej długości posiada kategorię drogi powiatowej – na odcinku od ronda Wiatraczna do ulicy Ostrobramskiej ma przypisany numer 5527W, dalszy przebieg do mostu Łazienkowskiego nie posiada numeracji.
Do 2015 na znacznym odcinku wytyczony był ciąg pieszo-rowerowy, w latach 2015–2016 wybudowano drogę dla rowerów po obydwu stronach całej alei.

## Ważniejsze obiekty
- Pomnik Stefana Starzyńskiego
- Kanał Wystawowy
- Jezioro Gocławskie
- Biurowiec Blue Point
- Kościół Matki Bożej Królowej Polskich Męczenników
- Zespół Szkół Nr 37 im. Agnieszki Osieckiej